# 白山一里野温泉スキー場
白山一里野温泉スキー場（はくさんいちりのおんせんスキーじょう）は、石川県白山市尾添（おぞう）にあるスキー場である。第三セクターの株式会社スノーエリアマネジメント白山（SAM白山）が指定管理者として運営している。

## コース
コースの詳細は、公式サイトのコース紹介を参照。
初心者から上級者まで8コースが設置されている（2022年時点）。2022年時点でのコースは以下のとおり。また、スキーのオフシーズンにはイルミネーションが夜間に開催されている。これは2017年（平成29年）の白山開山1300年を記念して開始したものである。
初級コース
- らくらくコース
- ときめきコース
- あいあ〜るゲレンデ下部
- ふれあいゲレンデ

中級コース
- らくらくコース（上部）
- ときめきコース
- かもしかコース
- のだいらゲレンデ
- 宮様コース
- あいあ〜るゲレンデ上部（圧雪エリア）

上級コース
- エキサイトゲレンデ（一部圧雪）
- チャレンジコース（非圧雪）

　その他コース等
　*キッズパーク

## ゴンドラ・リフト
リフトはゴンドラも含め全6基が設置されている。

### ゴンドラ
「ゴンドラRINO」の名称が付けられており、スキーシーズン以外での運行も設定されている。また、当スキー場を含む白山一里野温泉一帯が恋人の聖地の認定を受けていることから、「恋人の聖地」仕様のラッピングゴンドラも運用される。
- 全長（傾斜長）：1416m[12]
- 高低差：480m[8][12]
- 走行方式：単線自動循環式（時計回り）[12]
- 最大勾配：34度57分[12]
- 最高運転速度：5メートル毎秒[12]
- 搬器（ゴンドラ）
  - メーカー：東急車輛製造（現在の総合車両製作所、1988年製）[12]
  - 定員：6人[12]

### リフト
- あいあ〜る第1リフト 348m[4]
- あいあ〜る第2リフト 534m
- あいあ〜るクワッドリフト 361m[4]
- のだいら第1トリプルリフト 687m
- のだいら第2リフト 395m

## 施設
- ナイター設備あり(あいあ〜るゲレンデのみ)
- レンタルショップ
- ショップ
- SAJ公認白山一里野温泉スキー学校
- 黒ゆりプロスキースクール
- チビッコプレイルーム
- キッズパーク
- レストランあいあ〜る
- 駐車場（1500台、無料）

## アクセス
バス
- 金沢駅から北陸鉄道のゲレンデ直通バスが運行される（冬季のみ運行）。

- スキー場開場時のみ、5日前の予約必須でホワイトリングバスが小松空港・小松駅からの直行バスを運行される。

なお、予約制なので、5日前迄に予約無ければ運行無し。
１日２往復で、基本1.3便が小松から、2.4便が一里野から。
自動車
- 北陸自動車道小松ICから約50分、白山ICから約60分。